# VoxNorth
VoxNorth är en dansk a cappellaensemble.
VoxNorth bildades 2005 av Jim Daus Hjernøe på Det Jyske Musikkonservatorium i Aarhus och Aalborg i Danmark. Den framförde främst egna kompositioner och improvisationer. Fram till 2009 var den direkt knuten till dåvarande Nordjysk Musikkonservatorium i Aalborg, och hade då mellan 14 och 20 sångare i ensemblen, vilka var studerande vid konservatoriet eller utbildade sångare från konservatoriet.
Den ombildades 2010 till en ensemble av tio yrkesmässiga sångare och en slagverkare under namnet The New Voxnorth.

## Diskografi i urval
- Essence, cd, 2007